# Puče
Puče so gručasto naselje vaškega značaja v Slovenski Istri ki upravno spada pod Mestno občino Koper, na vrhu slemena v jugozahodnem delu Šavrinskega gričevja, severno nad dolino reke Dragonje. 
Uradni status Puč v novejših uradnih pisnih dokumentih je naselje, saj slovenska zakonodaja naselij ne razvršča na mesta, trge in vasi, ne glede na velikost ali tip naselja.
Središče vasi predstavlja podružnična cerkev Karmelske matere božje s pokopališčem. Nad jedrom vasi je zaselek Breči, ki je bil samostojno naselje do leta 1955, ob slemenski cesti pa Križišče, s skupino novejših hiš, gostilno in mlinom. Na pobočjih nad dolino Dragonje so še zaselki Pribci, Dolina in Planjave. 
Nedolgo nazaj so v Pučah po nekaj desetletjih spet obudili vaško fjero (praznovanje), ki je star običaj in poteka vsako leto v poletnem času.